# Everaard t'Serclaes

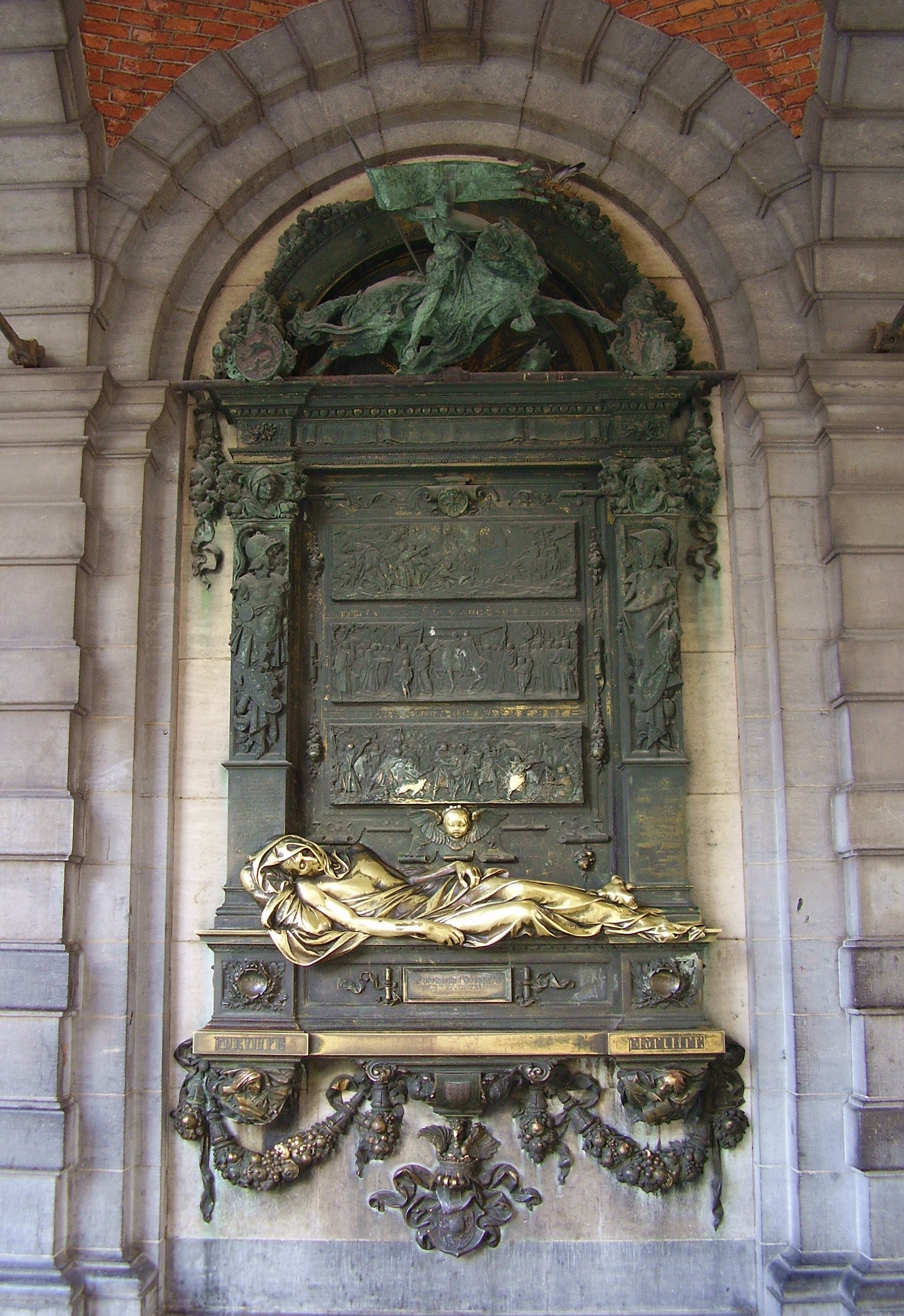
Reliëf van Julien Dillens met de stervende Everaard t'Serclaes in de galerij onder De Sterre (1902).

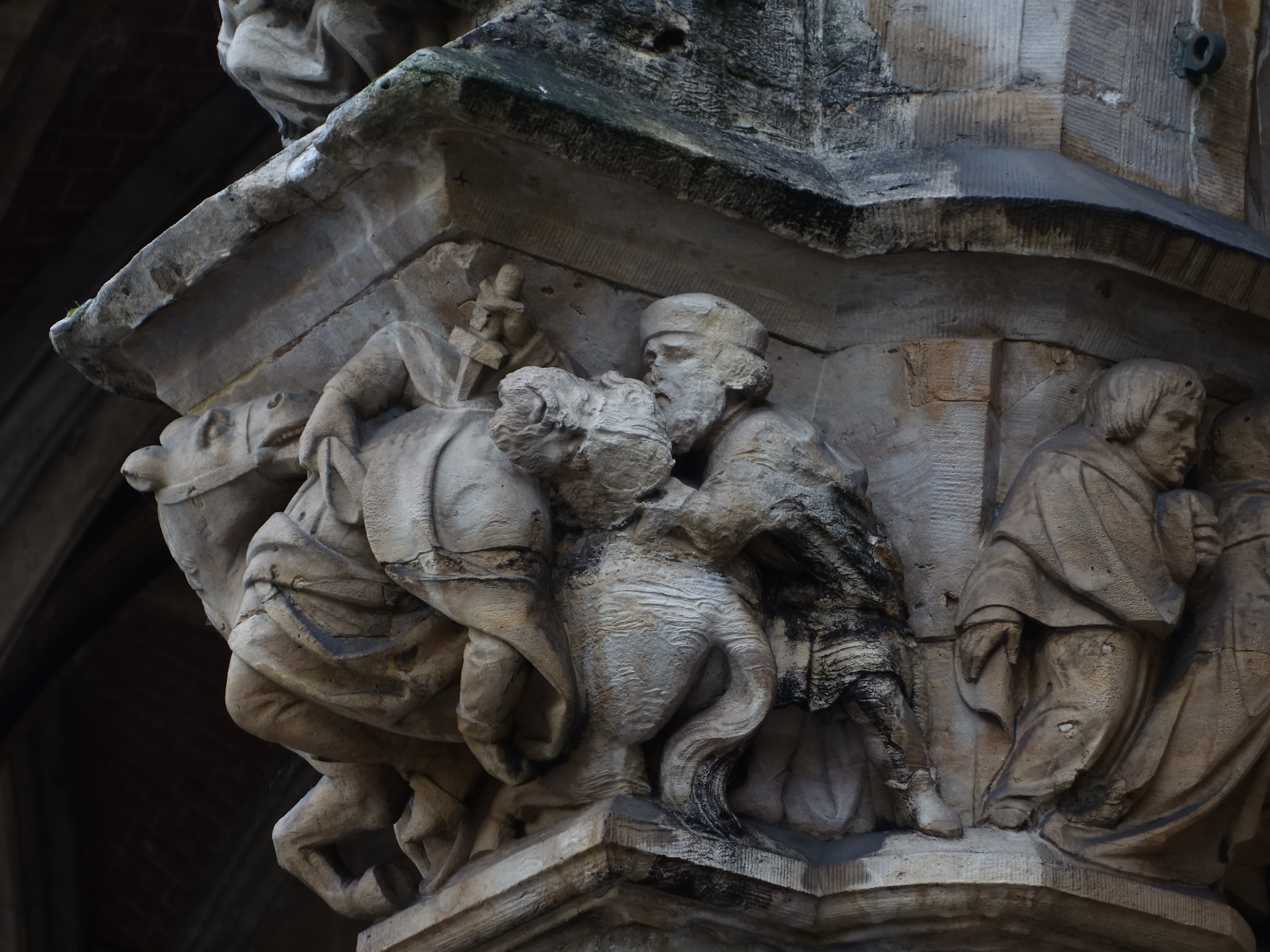
Aanval op t'Serclaes. Kraagsteen op het stadhuis, in 1866 geplaatst op advies van Viollet-le-Duc. Kennelijk was het niet evident om een afgehakte tong en voet aanschouwelijk te maken, want t'Serclaes krijgt hier het mes in de borst.

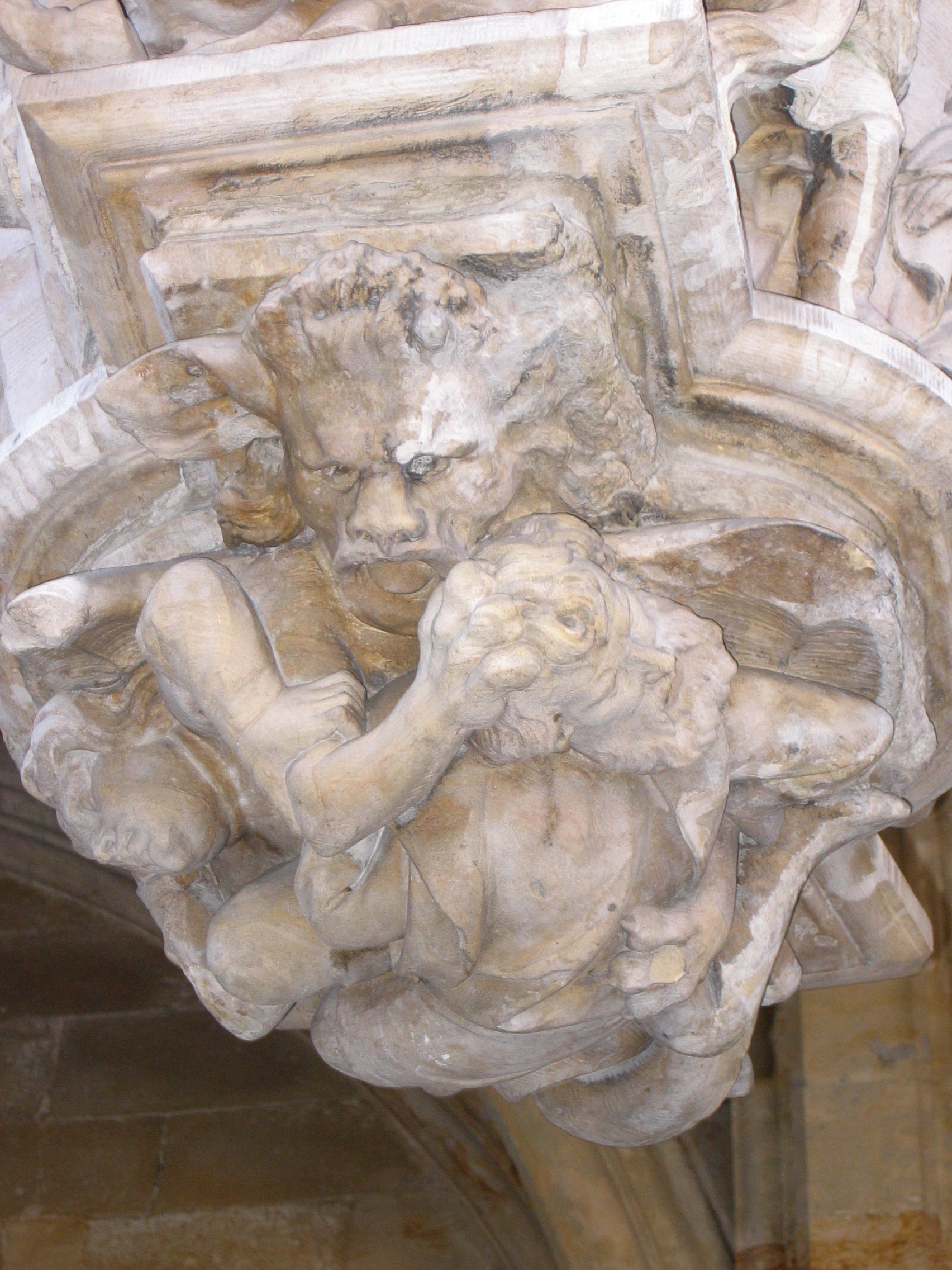
De duivel neemt ziel van Sweder van Abcoude mee. Onderkant van dezelfde kraagsteen.

Everaard t'Serclaes (ca. 1315 – Brussel, 31 maart 1388) was een Brusselse patriciër. In de nacht van 24 oktober 1356 leidde hij een drieste aanval die een einde maakte aan de Vlaamse bezetting van de stad. Hij was schepen in de stad Brussel en tevens heer van Ternat (België).

## Heldendaad
T'Serclaes is vooral bekend geworden door de herovering van Brussel op de Vlaamse graaf Lodewijk van Male tijdens de Brabantse Successieoorlog. Op Kwade Woensdag, 17 augustus 1356, hadden de Brabanders het onderspit gedolven in de Slag bij Scheut en 's anderendaags had de magistraat de stad uitgeleverd aan de belegeraars. De graaf van Vlaanderen was de stad binnengetrokken en had zich laten erkennen als hertog van Brabant. Brussel leek verslagen. Het garnizoen van Lodewijk was echter dun bezet doordat de Vlaamse stadsmilities geen brood zagen in een langdurig verblijf. Op 6 oktober kwam er ook goed nieuws van hertogin Johanna, die liet weten dat ze de Roomse keizer Karel IV achter de Brabantse zaak had kunnen scharen. Kort nadien waagde t'Serclaes zijn kans. In de nacht van 24 oktober 1356 klom hij met een kleine groep volgelingen over de Brusselse wallen, nabij de Warmoesbroek waar hij woonde. Ze drongen door tot de Grote Markt en slaagden erin het Vlaamse banier van het stadhuis te halen. Daarna deden ze hetzelfde aan de Sint-Katelijnepoort. Ze wierpen de Vlaamse vlag in de stadsgracht, waar ze nog menig jaar bleef rotten. Toen de bevolking de Brabantse standaard opnieuw zag wapperen, kwam ze in opstand en verjoeg ze de rest van de Vlaamse troepen. De weg was vrij voor een terugkeer van het hertogelijke leger. Wencelijn en Johanna, die aanvankelijk met wantrouwen waren benaderd ondanks het verregaande charter dat ze hadden toegestaan, werden weer in de armen gesloten. En t'Serclaes was de grote held.
In latere jaren bleef het hem voor de wind gaan. Hij werd wel vijf keer schepen van Brussel (1365, 1372, 1377, 1382 en 1387) en verzamelde een aanzienlijk grondbezit: in 1380 de heerlijkheid Kruikenburg (die Ternat, Sint-Katherina-Lombeek en Wambeek omvatte) en in 1381 die van Zierbeek (in Schepdaal).

## Conflict en moord
Een volgende oorlog waarin Brabant verwikkeld raakte, vormde de achtergrond voor het einde van t'Serclaes. Deze keer stond hertogin Johanna tegenover haar Gelderse evenknie Willem I. De krijgshandelingen verliepen moeizaam, waardoor Sweder van Abcoude, de machtige kasteelheer van Gaasbeek, kans rook om zijn terrein uit te breiden. Hij verwierf verschillende domeinen van de in geldnood verkerende hertogin, die hem uiteindelijk ook een gebied in de meierij van Sint-Genesius-Rode toezegde. Dit botste op fel verzet van de Brusselse schepenen, tot wier ammanie Rode behoorde. Voor t'Serclaes in het bijzonder, die ook domeinen had verworven in de omgeving, moet het machtsvertoon van Sweder een doorn in het oog zijn geweest. Met een beroep op de Blijde Inkomst slaagden de schepenen erin om de hertogin op andere gedachten te brengen en haar te doen afzien van de verkoop (1388).
De wrok bij Sweder was groot en op Witte Donderdag kwam het tot een uitbarsting die het leven van t'Serclaes eiste. Te paard op de terugweg van Lennik, viel de bejaarde held op een bende van Sweders getrouwen onder leiding van diens baljuw Melijs Utenenghe en zijn adjunct Willem van Kleef, een bastaardzoon van Sweder. Ze overmeesterden t'Serclaes en hakten een van zijn voeten af. Utenenghe sneed ook zijn tong uit. De omwonenden durfden hem niet helpen, zodat hij lag te creperen tot landdeken Jan van Stalle en Jan Coreman voorbij kwamen. Ze voerden hem op een kar naar Brussel. Hertogin Johanna bevond zich in het ammanshuis De Sterre en zag de verminkte t'Serclaes op de wagen liggen. Hij sprak haar toe maar ze kon niet verstaan wat hij haar met uitgesneden tong probeerde te zeggen. Vijf dagen na de aanval, op 31 maart, bezweek t'Serclaes aan de opgelopen verwondingen. Hij werd begraven in de Sint-Gertrudiskerk van Ternat, tegenover het kasteel dat hij daar bezat.
Om t'Serclaes te wreken sloegen duizenden Brusselaars het beleg op voor het kasteel van Gaasbeek. Van Abcoude had zich uit de voeten gemaakt naar Diest, maar zijn vrouw Anna van Leiningen zat in de klem. Hertogin Johanna, verontrust door deze escalatie tussen haar grootste stad en een gewaardeerde vazal, wierp zich op als onderhandelaarster. Na meer dan een maand toonde de heer van Gaasbeek zich bereid om schuld te bekennen: in ruil voor een veilige aftocht van zijn vrouw en haar gevolg, betaalde hij zoengeld en stond hij toe dat zijn kasteel met de grond gelijk gemaakt werd. Dit vergelijk was niet alleen te danken aan de inspanningen van Johanna. Ook het nieuws dat Luikse mijnwerkers waren gearriveerd om zijn kasteel te ondermijnen, bleek bevorderend voor de deblokkering. De hertogelijke kroniekschrijvers houden zich opvallend op de vlakte over de vraag of Van Abcoude de opdracht had gegeven voor de aanval op t'Serclaes. In de Brabantsche Yeesten was het een spontaan initiatief van zijn manschappen, nadat ze hadden gehoord hoe Van Abcoude's vrouw zich over t'Serclaes beklaagde.

## Familie en positie
Het verhaal van t'Serclaes berust voor een groot deel op hetgeen ons is meegedeeld door vier Brabantse kroniekschrijvers uit de eerste helft van de vijftiende eeuw: Hennen van Merchtenen (1415), Jan van Boendale, Wein van Cotthem (1432) en Emond de Dynter (1440). De kroniek is een genre dat bekend staat om het kunstig vervlechten van waarheid en verdichtsel. Drogere bronnen over t'Serclaes bieden meer houvast om hem te situeren. Ze zijn stil over de gebeurtenissen van 1356, maar tonen hem vooral in zijn latere leven als een politiek zwaargewicht in de Zennestad.
Everaard groeide op in een gezin van vier kinderen, met als ouders Everaard t'Serclaes en Avesoete vander Noot. Hij behoorde dus tot de zeven geslachten. Naast zijn zus Geertrui had hij twee broers, Niklaas en Jan. De laatste werd in 1378 bisschop van Kamerijk.
De jonge t'Serclaes diende als schildknaap onder de Franse koning Jan II, toen vechtend in de Honderdjarige Oorlog. We weten dat hij hiervoor een jaarlijkse rente van 100 pond Doorniks kreeg, die hij in 1351 ging afhalen te Parijs. In 1358 is hij voor het eerst vermeld als ridder.
Everaard trouwde twee keer. Eerst met Beatrijs van Essene, een dame van Vlaamse adel met wie hij zes kinderen had. De oudste zoon, opnieuw Everaard, volgde zijn vader op als heer van Kruikenburg en bekleedde hoge functies (hotelmeester en raadsheer van hertog Jan IV en schepen van Brussel). Hij kwam in 1421 aan zijn einde door onthoofding. De tweede, Wencelijn, kwam om het leven in Bohemen tijdens een campagne tegen Hussieten. Een dochter werd hofdame van de ongelukkige Jacoba van Beieren. t'Serclaes had ook een buitenechtelijke zoon Hildebrand. Na de dood van Beatrijs hertrouwde hij met riddersdochter Elisabeth van der Meeren.
Pas geruime tijd ná de gebeurtenissen van 1356 trad t'Serclaes op het politieke voorplan. Hij werd voor het eerst schepen in 1365 en was in 1374 een van de negen Brusselse onderhandelaars in de nasleep van de slag bij Baesweiler.
Bij zijn dood hief het kapittel van Sint Goedele een belasting omdat hij buiten de stad (in Ternat) begraven was. De notitie waartoe dit aanleiding gaf, bevestigt dat zijn moordenaars in de omgeving van de heer van Gaasbeek gesitueerd werden.

## Naamvarianten
In de Brabantsche Yeesten wordt zijn voornaam vermeld als Everaert, Everhart en Everaerde, zijn familienaam als Tserclaes en Tserclaeus. De Chronica ducum Brabantiae spreekt over Everardus Tserclaes. In stambomen is hij Everaard III t'Serclaes.

## Monumenten

### De Sterre
Op de Grote Markt bevindt zich sinds 1902 een monument voor t'Serclaes. Het is geplaatst in de galerij onder De Sterre, waar de stervende t'Serclaes met gekorte tong nog had geprobeerd de hertogin toe te spreken. Julien Dillens kreeg de opdracht voor het messing reliëf in 1898 van het stadsbestuur, vlak na de reconstructie van het gebouw. Onder de zieltogende t'Serclaes staat te lezen: Eberhardo t'Serclaes Patriae liberatori, en ook: Pro aris et focis. Het bovenste bandreliëf toont het exploot van t'Serclaes (Met hand en tand voor stad en land), dat daaronder de herintrede van Wencelijn en Johanna (Le Brabant au riche duc) en op het derde is het beleg van Gaasbeek te zien (de vrouw die een kip tevoorschijn haalt is een allusie op de kiekefretters).
Tijdens het interbellum lanceerde een verkoper op de zondagse vogelmarkt het verhaal dat wrijven over de rechterarm van t'Serclaes' beeld geluk bracht. Wie het deed zou terugkeren naar Brussel of een wens mogen doen. Door het veelvuldige strelen en ook wel vandalisme, werd het monument in 2011 weggehaald voor renovatie. Er kwam een kopie uit kunsthars, die later zal worden vervangen door een uit messing. Het origineel zal verhuizen naar de gotische zaal van het stadhuis.

### Stadhuis
De moord op t'Serclaes en het lot van Sweder zijn afgebeeld op een kraagsteen aan de voorkant van het Brusselse stadhuis, rechts van de bordestrap.
In de achtervleugel heeft Jacques de Lalaing de Brusselse held verwerkt in zijn plafondschilderingen over de pax civitas (1893).

### Warmoesberg
Ook op de plaats waar t'Serclaes in 1356 over de muur geklommen was, staat een monument. Dit was aan de Warmoespoort, nabij zijn huis in 't Hetegat. Boven de ingang van hogeschool Odisee aan de Warmoesberg 26 is een bronzen reliëf van Tom Frantzen aangebracht.

### Verdwenen gedenksteen
In 1784 stootten arbeiders die het Hof van Bergen in de Stormstraat herbouwden, op een gedenksteen met een Latijnse inscriptie ter ere van t'Serclaes:
S. P. Q. B.
EBERHARDO T'SERCLAES VICT.
PAT. LIBERAT.
QUI IX CAL. NOV. M. CCC. LVI. HUC NOCTU
CUM LXVI. SOC. AR. URB. INVAS. EXPUGN.
VEXILL. PRIMAR. GANDAV. A CUR. SENAT. DIRUP.
ET
CONCERTANT. CIV. HOST. INTRORUPT.
VAL. DEP. PATR. LIBER.
P. S.
De tekst laat zich als volgt vertalen: De senaat en het volk van Brussel aan Everaard t'Serclaes, bevrijder van het vaderland door zijn overwinning, die in de nacht van 24 oktober 1356 met 66 gewapende gezellen de stad binnendrong, het vaandel van de Gentenaars neerhaalde van het stadhuis, en in samenspraak met de burgers met kracht de vijand verjoeg en het vaderland bevrijdde. Opgericht voor het nageslacht.
De steen is niet tot ons gekomen, maar de humanistische stijl van de inscriptie verraadt dat het geen eigentijds eerbetoon aan t'Serclaes was.

## Straatnamen
In Brussel is een steeg naar hem vernoemd, alsook in Ternat, Sint-Pieters-Leeuw, Waterloo en Villers-la-Ville. In Brasschaat is er een 't Serclaeslei.

### Oude bronnen
- Hennen van Merchtenen, Cornicke van Brabant, 1414, verzen 3426-3441
- Jan van Boendale, Hoe her Everhart Tserclaes de stat van Bruessel weder creegh tot hertoghe Wencelijn ende vrouwe Johanne behoef, in: Brabantsche Yeesten, boek V, hoofdstuk 16
- Wein van Cotthem, Hoe men Gaesbeke belach ende waeromme, in: Brabantsche Yeesten, boek VI, hoofdstuk 82
- Wein van Cotthem, Hoe her Everaert Tserclaes ghesleghen was, in: Brabantsche Yeesten, boek VI, hoofdstuk 83
- Wein van Cotthem, Hoe Gaesbeke gewonnen was, in: Brabantsche Yeesten, boek VI, hoofdstuk 84
- Wein van Cotthem, Hoe Bernt uit den Enghe met V personen ghecorrengeert waert, in: Brabantsche Yeesten, boek VII, hoofdstuk 85, verzen 10597-10607
- Emond de Dynter, Qualiter dominus Everardus Tserclaes miles, frater quondam domini Johannis Tserclaes episcopi Cameracensis, oppidum Bruxellense ad opus ducis et ducisse subtiliter et viriliter aquisivit, in: Chronica nobilissimorum ducum Lotharingiae et Brabantiae ac regnum Francorum, boek VI, hoofdstuk 6
- Emond de Dynter, Qualiter castrum de Gaesbeke fuit obsessum, expugnatum et destructum, et ob quam causam, in: Chronica nobilissimorum ducum Lotharingiae et Brabantiae ac regnum Francorum, boek VI, hoofdstuk 57

### Historische fictie
- Hendrik Conscience, Everard t'Serclaes. Historische tafereelen uit de XIVe eeuw, 1874

## Voetnoten
1. ↑  Remco Sleiderink en Bram Vannieuwenhuyze, Everard T’Serclaes. Beeldvorming en lieux de mémoire rond een Brusselse stadsheld , in: Tijd-Schrift. Helden en erfgoed, 2012, nr. 1, blz. 17-18. Gearchiveerd op 3 april 2023.
2. ↑  Sergio Boffa, Warfare in Medieval Brabant, 1356-1406, 2004, blz. 7. Gearchiveerd op 3 juli 2023.
3. ↑  Hennen van Merchtenen, Cornicke van Brabant, 1414, vers 3438-3441. Gearchiveerd op 7 december 2022.
4. ↑  Sergio Boffa, Le différend entre Sweder d'Abcoude et la ville de Bruxelles. La chute du château de Gaesbeek (mars-avril 1388), in: Les Pays-Bas bourguignons, histoire et institutions (Mélanges André Uyttebrouck), Brussel, 1996, blz. 84. Gearchiveerd op 2 juli 2019.
5. ↑  In Vlezenbeek, op een weg die later Kwadewegenstraat ging heten.
6. ↑  Roel Jacobs, Een kleine geschiedenis van Brussel, 2004, blz. 88-89 - Lees op Google Books
7. ↑  Wein van Cotthem, Hoe Bernt uit den Enghe met V personen ghecorrengeert waert, in: Brabantsche Yeesten, boek VII, hoofdstuk 85, verzen 10597-10607. Gearchiveerd op 1 juli 2023.
8. ↑  Wein van Cotthem, Hoe her Everaert Tserclaes ghesleghen was, in: Brabantsche Yeesten, boek VI, hoofdstuk 83, vers 9164-9170. Gearchiveerd op 1 juli 2023.
9. ↑  Sergio Boffa, Le différend entre Sweder d'Abcoude et la ville de Bruxelles. La chute du château de Gaesbeek (mars-avril 1388), in: Les Pays-Bas bourguignons, histoire et institutions (Mélanges André Uyttebrouck), Brussel, 1996, blz. 83-104. Gearchiveerd op 2 juli 2019.
10. ↑  Remco Sleiderink en Bram Vannieuwenhuyze, Everard T’Serclaes. Beeldvorming en lieux de mémoire rond een Brusselse stadsheld , in: Tijd-Schrift, 2012, nr. 1, blz. 8. Gearchiveerd op 3 april 2023.
11. ↑  R. Clement, De ontwikkeling van de familie t'Serclaes gedurende de XIVe eeuw, onuitgegeven scriptie, Leuven, 1959, blz. 119
12. ↑  Aangehaald in P. Lefèvre, "La mort et l’inhumation d’Everard T’Serclaes en 1388", in: Archives, Bibliothèques et Musées de Belgique, 1952, nr. 23, blz. 48: Item, feria quarta post Pasca LXXXVIII° obiit dominus Evrardus Serclaus apud Bruxellam. Qui fuit lesus apud Leniacum per vicinos domini de Gaesbeke et fuit vectus apud Bruxellam et ibidem habuit sacramenta sua et obiit. Et tunc fuit vectus apud Natke et ibidem sepultus. Van Schey et van Hondeloze fuerunt fidejussores circa quotam capituli. Unde capitulum habuit circa Agathe LXXXVIII° post obitum episcopi Cameracensis XXV franken.
13. ↑  De Sterre was in 1853 afgebroken om de paardentram door te laten, maar in 1897 liet Karel Buls het weer opbouwen. De galerij was een compromis om toch meer passage toe te laten.
14. ↑  t' Serclaes: strelende handen nopen tot renovatie, brusselnieuws.be, 15 februari 2011 (bezocht op 23 september 2014). Gearchiveerd op 23 september 2015.
15. ↑  Stad lanceert procedure voor renovatie monument t'Serclaes, brusselnieuws.be, 22 september 2014. Gearchiveerd op 23 september 2015.
16. ↑  J. de Saint-Genois, "Notice sur Everard t’Serclaes", in: Messager des Sciences et des Arts de la Belgique ou Nouvelles Archives historiques, littéraires et scientifiques, 1835, nr. 2, blz. 265
17. ↑  Remco Sleiderink en Bram Vannieuwenhuyze, Everard T’Serclaes. Beeldvorming en lieux de mémoire rond een Brusselse stadsheld , in: Tijd-Schrift, 2012, nr. 1, blz. 17. Gearchiveerd op 3 april 2023.

- Gemeinsame Normdatei: 12308539X
- International Standard Name Identifier: 0000 0000 1260 2413
- Virtual International Authority File: 64905406